# Gyatlov-rejtély
A Gyatlov-rejtély a Szovjetunióban 1959. február 1-jéről 2-ra virradó éjszaka történt, máig megoldatlan tragikus esemény, melynek során egy egyetemistákból álló kilencfős, Igor Gyatlov vezette turistacsoport tagjai az Urál északi részén, a Holatcsahl hegy közelében igen furcsa körülmények között haltak meg.
A helyszínt a csoport vezetőjéről azóta Gyatlov-hágónak nevezték el. A holttesteken talált különös sérülések (pl. belső sérülések, hiányzó testrészek, a bőr furcsa elszíneződése) miatt az idők folyamán számos elmélet látott napvilágot. 2020. július 11-én az orosz legfőbb ügyészség illetékes regionális igazgatósága sajtótájékoztatóján elhangzottak szerint a csoport lavinába került.

## Előzmények
A szverdlovszki Uráli Műszaki Főiskola akkori és frissen végzett hallgatóiból és álló turistacsoport az SZKP XXI. kongresszusának tiszteletére sítúrát szeretett volna tenni a Szverdlovszki terület északi részén. Az Urál hegység északi részén, nehéz terepviszonyok mellett bő két hét alatt több mint 300 km-es utat akartak megtenni, érintve az Otortyen és a Holatcsahl hegyet.
Az eredetileg tízfős csoportból öten az Uráli Műszaki Főiskola 4–5. évfolyamos diákjai voltak (Zinaida Kolmogorova, Jurij Dorosenko, Ljudmila Dubinyina, Alekszandr Kolevatov, Jurij Jugyin), hárman a főiskolán frissen végzett mérnökök (Rusztem Szlobogyin, Georgij Krivinyiscsenko, Nyikolaj Tibo-Brinyol), a csoport vezetője, Igor Gyatlov pedig a főiskola 5. évfolyamára járt. A tizedik résztvevő Szemjon Zolotarjov, a Kourovszkaja turistabázis hegyi túravezetője volt, akit az engedélyek kérelmezése után az illetékes hatóság rendelt a csoport mellé.

## A túra
A csoport 1959. január 23-án indult útnak vonattal Szverdlovszkból. Másnap reggel érkeztek meg Szerovba. Még aznap este szintén vonattal továbbutaztak Ivgyelbe, ahová éjfél körül érkeztek meg. Onnan 25-én reggel autóbusszal utaztak tovább Vizsajba, ahol éjszakára szállodában szálltak meg. Másnap reggel teherautón tovább utaztak észak felé, majd 27-én megkezdték a túrát. Még aznap a csoport egyik tagja megbetegedett, Jurij Jugyin lábában ideggyulladás alakult ki. Az azonnali visszafordulás helyett ő azonban még a csoporttal tartott a következő táborig, hogy kőzetmintákat gyűjthessen az egyetemnek. Jugyin január 28-án fordult vissza Vizsaj felé, ennek következtében ő lett az egyetlen túlélője a túrának. A felszerelését és a meleg ruházatát szétosztották a csoport többi tagja között. 
A túra Jugyin kiválását követő szakaszáról nem maradt szemtanú, a további eseményekre csak naplóbejegyzésekből és a résztvevők után maradt fényképfelvételek alapján lehet következtetni. 
Január 28-án – már Jugyin nélkül – a csoport a Lozva folyó mentén haladt északra, majd a folyó partján éjszakáztak. Másnap a folyó mentén, a manysik ösvényein haladtak tovább az Auszpija folyó torkolatáig. 30-án az Auszpija folyót követték tovább a manysik által használt ösvényeken. Egy nap múlva, január 31-én a csoport megérkezett a Holatcsahl hegy lábához és megkezdték az utat felfelé a hegy melletti hágóra. Az erős szél miatt azonban vissza kellett fordulniuk, így aznap az Auszpija folyó partján éjszakáztak. Február 1-jén az út további, magashegyi részén nélkülözhető felszerelést az Auszpija partján kiépített fedezékben hagyták, majd ismét elindultak felfelé, hogy átjussanak az 1096,7 m-es Holatcsahl hegy melletti hágón. A terv valószínűleg az volt, hogy a hágón átkelve a hegy túloldalán éjszakáznak. Az erős havazásban a rossz látási viszonyok miatt az eredeti útvonaltól nyugatra, a hegy irányába eltértek, így a hegy lejtőjén, nyílt terepen építették fel a sátrat éjszakára.

## Kutatás a csoport után
A csoportnak az útvonalat teljesítve a terv szerint február 12-re kellett volna visszaérnie Vizsajba, majd onnan február 15-én Szverdlovszkba. Az előzetes megbeszélés alapján Gyatlov táviratban jelezte volna az egyetemi sportklubnak, hogy sikeresen visszaértek Vizsajba. Amikor a túra elején Jugyin kivált a csoportból és visszatért, Gyatlov azt az üzenetet küldte vele, hogy előreláthatóan néhány nappal hosszabb lesz a túra. Emiatt a február 12. után sem jelentkező csoportot pár napig nem keresték az otthoniak. Először Jurij Blinov, az egyetemi turistacsoportok vezetője kezdett nyugtalankodni. (A túra egy szakaszán, Szverdlovszktól Vizsajig együtt utazott a csoporttal, de ő Vizsajtól a Molebnij Kameny hegylánc felé indult el nyugatra, és célja az Iserim hegy megmászása volt.) Később a hozzátartozók és az egyetemi vezetők is aggódni kezdtek. Február 16–17-én az otthoniak kapcsolatba léptek Vizsajjal, de nem kaptak híreket a turistacsoportról. 
A csoport keresését először a lehetséges útvonal meghatározásával kezdték. Kiderült, hogy Gyatlov indulás előtt nem adott le útvonaltervet az egyetemi sportklubnak, így pontos adatok nem álltak rendelkezésre a kereséshez.

## A holttestek megtalálása
Az eltűntek után február 20-án indult meg a keresés a hozzátartozók követelésére. Az expedíciót az intézet szervezte önkéntes tanárokból és diákokból. Rövidesen bekapcsolódott a rendőrség és a katonaság is, akik helikopterekkel és repülőgépekkel pásztázták a környéket.
Február 26-án fedezték fel az elhagyott és megrongálódott sátrakat a Holatcsahl lábánál. Mihail Saravin, aki először felfedezte őket, elmondta, hogy igencsak zavarba esett a félig lebontott sátrak és a hátrahagyott holmik láttán, amiket a hó is befedett. A sátrat belülről vágták, a környékén pedig lábnyomokat lehetett kivenni a havon. A nyomok alapján látszott, hogy nem viselhettek a sátorozók mást, csak zoknit, egyikükön pedig volt cipő. A nyomok egy közeli fa széléhez vezettek, a hágó másik oldalán, másfél kilométerre északkeletre. Onnan 500 méterre már mindent elfedett a hó.
A keresőosztag az erdő szélén, egy öt méter magasságig csupasz fenyőfa alatt tűzgyújtás nyomait fedezte fel. Ezen a helyen bukkantak aztán Dorosenko és Krivinyiscsenko holttestére, akik mezítláb, egy szál alsóneműben voltak. A fenyőfa és a tábor közötti területen megtalálták Gyatlovot, Kolmogorovát és Szlobogyint, akik a jelekből adódóan megpróbáltak visszamenni a sátrakba. Gyatlovnak 300, Kolmogorovának 480, míg Szlobogyinnak 630 métert sikerült megtennie a fától, de mindegyikük halálra fagyott, mielőtt célhoz érhettek volna.
Tibo-Brinyol, Dubinyina, Kolevatov és Zolotarjov maradványait május 4-én találták meg egy szakadékban, négy méterrel a hó alatt, 75 méterre a fától. Ezeken az áldozatokon ruha volt, amit a többiekről szedhettek le, hogy túléljék a hideget. Dubinyina öltözéke égett volt, amit Krivinyiscsenkóról szedett le.
A februárban megtalált testeket a törvényszéki orvosszakértők elsőként boncolták fel és valamennyiüknél kihűlést állapítottak meg a halál okaként. Szlobogyinnak egy kisebb repedés volt a koponyáján, de ez sem volt olyan jellegű, hogy halált okozzon.
A májusban felfedezett holttesteken azonban viszont komoly töréseket és csonkolásra utaló nyomokat találtak. Tibo-Brinyol halálát például a koponyát ért súlyos trauma okozta, míg Dubinyina és Zolotarjov erős mellkasi sérüléseket szenvedtek és abba haltak bele. Dubinyinának ráadásul hiányzott a nyelve és a szeme, valamint az ajkainak egy része. Zolotarjovnak hiányoztak a szemgolyói. Az igazságügyi szakértők viszont úgy vélték, hogy ezeket a sérüléseket már a halál bekövetkezte után szenvedhették el az áldozatok.

## Zavaró tények
- A sátor falát belülről, késsel felvágták.
- A sátortól egy irányban vezettek el a menekülők lábnyomai, ez pánik esetén furcsa (de nem lehetetlen).
- Két holttestet a sátortól 1500 m-rel odébb, egy jegenye alatt találtak meg. (Hibás tényállítás szerint 5 méter magasságig csupasz fenyőfa.)
- A holttestek közül kettőn volt lábbeli, egy pedig csak fél párt viselt (a komoly mínuszok ellenére).
- Egy holttestnek az orra, egy másiknak a nyelve hiányzott, többeken égési sérülések nyomai látszottak.
- Májusban, a hóolvadás során megtalálták a többi négy holttestet, egy vízmosás szélén, 70 m-re a többiektől.
- Négy holttest ruháin radioaktivitás nyomait mutatták ki.
- Zolotarjov fényképezőgépéből hiányzott a filmtekercs, amire fényképezett (bár az elázott filmek egy rendőr hagyatékából előkerültek).
- A szorost jó néhány évig lezárták, senkinek nem adtak engedélyt a területen való áthaladásra.
- A vizsgálat anyagait titkosították, amit 1990-ben oldottak fel.[2]

## Magyarázatok
A nyomozás kezdeti szakaszában felmerült annak a lehetősége, hogy manysi pásztorok támadták meg a túrázókat, mert birtokháborítónak gondolták őket. A rendőrség kihallgatta a környéken élő manysikat, de az adott időpontban a túrázókon kívül senki nem járt a Holatcsahl környékén. A helyszínen csak a túrázók nyomait találták meg és semmi nyomát nem látták se küzdelemnek vagy bármilyen erőszakos fellépésnek, sőt a törvényszéki orvosszakértő szerint lehetetlen, hogy emberi kéz okozzon a holttesteken ilyen méretű fizikai traumát. Emiatt viszont végképp nem lehet megmagyarázni a Kolmogorova mellett fellelt idegen eredetű vérfoltokat.
Kulcskérdés, hogy miért menekültek ki az éjszaka közepén hirtelen mindannyian a sátorból (némelyikük felöltözés és lábbeli nélkül) olyan távolságra, ahonnan már nem találtak vissza. Többé-kevésbé megalapozott elméletek léteznek ezzel kapcsolatban, amik nem magyaráznak meg minden tényt, hanem csak részben adnak magyarázatot egyes mozzanatokra.
- A leggyakoribb magyarázat az UFO-tevékenység. Az ellenséges idegen lények földi tevékenységének elméletét megalapozó momentum a szemtanúk által a kb. 50 km-re lévő hegy fölött látott fényjelenség, továbbá a rejtélyes belső sérülések és csonkolások, amiket egyesek más esetekben is UFO-knak tulajdonítanak. Ebben a konkrét esetben azonban feltételezhető, hogy a csonkolásokért egyes dögevő állatok tehetők felelőssé.
- Lavina. Egy lavina morajlása megmagyarázná a fejvesztett menekülést a sátorból, lavina azonban nem volt. A lavina keletkezéséhez túl alacsony volt a hőmérséklet (-18...-20 °C), továbbá a terep miatt (lapos lejtő) sem alakulhatott ki lavinaveszély. A lavina által megmozgatott hómennyiség megmaradt volna.
- Infrahang, amit például a szél keltett (a helyiek a térséget a Holtak hegyének nevezik), ami pánikot okoz, emiatt nem tudtak racionálisan gondolkodni, ezért volt az esztelen menekülés.[3]
- Nagy hidegben, hipotermia során létezik egy jelenség, amikor a páciens úgy érzi, hogy borzasztó melege van, és ezért megszabadul a ruházatától. (Ez nem ad magyarázatot a menekülésre, a belső sérülésekre, illetve a hiányzó ruhadarabokat, bakancsokat a sátron belül találták meg.)
- Titkos katonai akció, aminek során kísérleti termobarikus bomba robbant a levegőben. Ez megmagyarázza a belső sérüléseket, és esetleg a radioaktivitást is, továbbá a vizsgálati anyag titkosítását. Az elméletet erősíti, hogy katonai dokumentumok szerint a megadott időszakban két bombázó repülőgép haladt át a terület felett, amelyek légiaknát dobtak le, és azok felrobbantak, továbbá, a sátor nem a megfelelő hegycsúcs közelében volt, hanem pár kilométerrel távolabb, és nem szakszerűen lett felállítva (ami tapasztalt hegymászóktól nem várható).

### Hivatalos magyarázat
Az Oroszországi Föderáció Legfőbb Ügyészségének Uráli Szövetségi Körzeti Igazgatósága által 2020. július 11-én tartott sajtótájékoztatón elmondták, hogy a csoport tagjainak sérülései hasonlóak voltak lavinába került hegymászók sérüléseihez. A magyarázat szerint a csoport egy lavina miatt gyorsan elhagyta a sátrat, majd eltávolodtak tőle. A rossz látási viszonyok miatt viszont nem látták újra a sátrukat, eltévedtek. 30 méter távolságban tüzet gyújtottak egy cédrusnál, ami másfél óra múlva kialudt, ekkor ketten megfagytak a mínusz 40-45 °C fokos hidegben. A csoport egy másik része kúszva próbált visszamenni a sátorhoz, de ők is megfagytak. Négyen a hóba bemélyedve próbáltak haladni, emiatt a vastag hóréteg elmozdult, ami maga alá temette őket. Ők súlyos töréseket szenvedtek. Az ügyészség lezártnak tekinti a nyomozást.

## A csoport tagjai

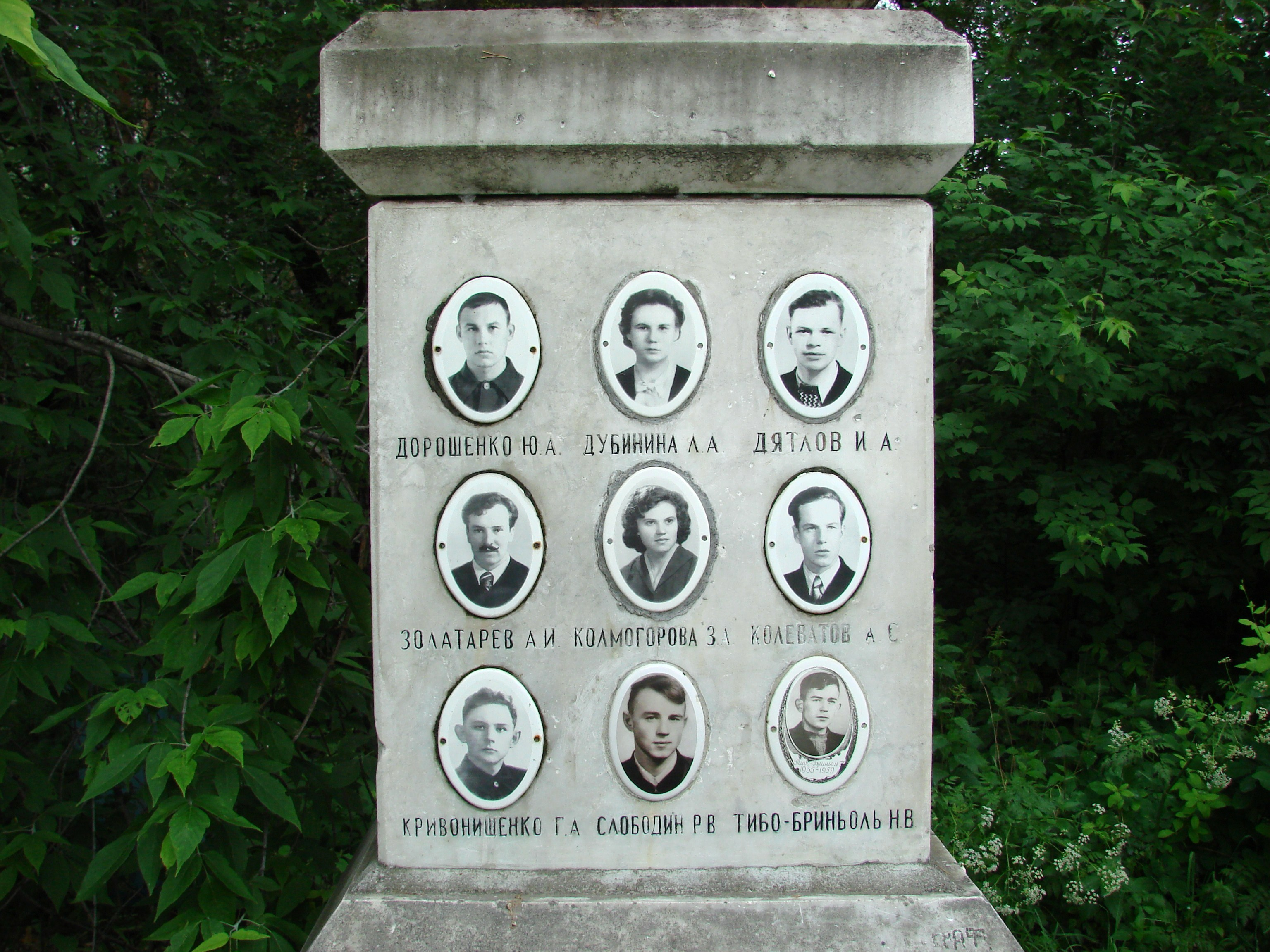
Az elhunytak sírja Jekatyerinburgban

1. Igor Alekszejevics Gyatlov – 1936. január 13-án született, a túra vezetője, a rádiótechnikai kar 5. éves hallgatója.
2. Szemjon (Alekszandr) Alekszejevics Zolotarjov – 1921. február 2-án született, magashegyi túravezető, négy kitüntetést szerzett a második világháború folyamán, 1946-ban lépett be a Kommunista Pártba. Nem sokkal indulás előtt csatlakozott a csapathoz.
3. Jurij Jefimovics Jugyin – Az egyetlen életben maradt tag, aki még a túra elején visszafordult. 1937. július 19-én született, 4. éves mérnök-közgazdász hallgató. A csoport nem akart semmit sem kockáztatni, ezért Jurijt visszafordították az alig húsz kilométerre található Vizsajba – ahol biztosítva volt az orvosi ellátás –, mivel hastáji fájdalmakra panaszkodott, valamint hőemelkedése is volt.
4. Jurij Nikolajevics Dorosenko
5. Ljudmila Alekszandrovna Dubinyina
6. Zinaida Alekszejevna Kolmogorova
7. Nyikolaj Vlagyimirovics Tibo-Brinyol – Mérnök, az építőmérnöki kart 1958-ban végezte. Az ükapja franciaországi születésű volt.
8. Rusztyem Vlagyimirovics Szlobogyin
9. Alekszandr Szergejevics Kolevatov
10. Jurij (Georgij) Alekszejevics Krivonyiscsenko

## Érdekességek
- 1978 februárjában, Kaliforniában öt fiatal felnőtt férfinek veszett rejtélyes körülmények között nyoma Yuba megyében. Az eltűnt személyek maradványait egyikük kivételével később ugyan megtalálták, de eltűnésük és haláluk okára a mai napig sincs semmilyen kézzelfogható magyarázat. A Yuba megyei fiúk esetét néhányan az amerikai Gyatlov-rejtély-nek is nevezik.[4]